# Stazione di Shadwell
La stazione di Shadwell (in inglese: Shadwell railway station), è una stazione della London Overground situata a Shadwell, nella zona est di Londra, facente parte del borgo londinese di Tower Hamlets sul confine con il borgo di Hackney. È servita dalla London Overground sulla East London Line, fra le stazioni di Wapping e Whitechapel. Si trova vicino alla Stazione di Shadwell DLR della Docklands Light Railway ed è compresa nella Travelcard Zone 2.

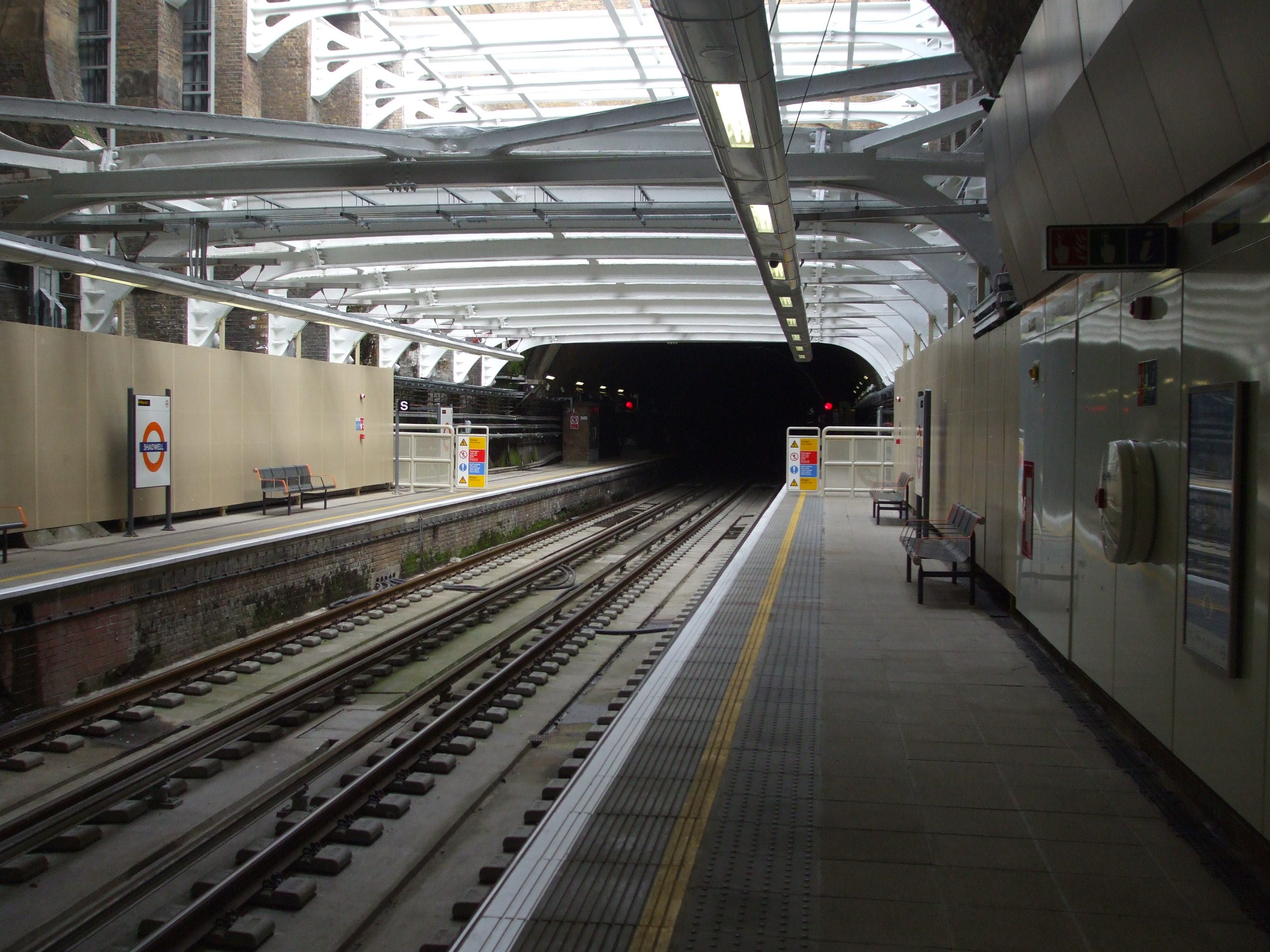
Piattaforme della stazione in direzione nord

## Storia
La stazione originale era una delle più vecchia sulla rete. Aperta il 10 aprile 1876 dalla East London Railway, fu servita da treni della Metropolitan Railway (MR, oggi la Metropolitan line) e della District Railway (DR, oggi la District line) a partire dal 1º ottobre 1884. Fu ribattezzata Shadwell & St. George-in-the-East il 1º luglio 1900, ma tornò alla denominazione originale nel 1918.
La linea fu elettrificata nel 1913. I servizi della MR con convogli elettrici iniziarono il 31 marzo di quell'anno. Nel 1933, la East London Line passò sotto il controllo del London Passenger Transport Board, il nuovo ente che gestiva la rete della metropolitana unificata. La linea, inclusa la stazione di Shadwell, rimase chiusa dal 10 settembre al 30 ottobre 1940 per danni dovuti ai bombardamenti della seconda guerra mondiale.
Una nuova biglietteria fu costruita su Cable Street nel 1983, sostituendo l'edificio originale in Watney Street, che fu demolito nel maggio 2010. La linea, compresa la stazione di Shadwell, chiuse nel 1995 per vari lavori di manutenzione e per la costruzione della stazione di Canada Water e fu riaperta il 25 marzo 1998.

## La stazione oggi
La stazione è stata chiusa il 22 dicembre 2007 per il passaggio della East London Line dalla gestione della metropolitana alla London Overground. È stata inizialmente riaperta il 27 aprile 2010 per un servizio di "anteprima" verso le stazioni di New Cross e New Cross Gate. Questa scelta ha suscitato polemiche politiche, con le opposizioni che hanno accusato l'allora sindaco Boris Johnson di avere richiesto una riapertura anticipata a scopi elettorali. L'apertura completa della linea fino a West Croydon è infine avvenuta il 23 maggio 2010.
In occasione del passaggio alla London Overground è stato aperto un nuovo ingresso nord su Cornwall Street, per facilitare l'interscambio con la vicina stazione di Shadwell della Docklands Light Railway; la stazione è stata inoltre profondamente ristrutturata.
Le piattaforme della Overground sono decorate con pannelli smaltati creati dall'artista Sarah McMenemy nel 1995.

## Servizi
La stazione è servita dalla London Overground, con le seguenti frequenze:
East London Line
- 8 treni all'ora in direzione nord per Highbury & Islington
- 8 treni all'ora in direzione nord per Dalston Junction
- 4 treni all'ora in direzione sud per Crystal Palace
- 4 treni all'ora in direzione sud per New Cross
- 4 treni all'ora in direzione sud per West Croydon
- 4 treni all'ora in direzione sud per Clapham Junction

## Interscambi
La stazione è servita delle seguenti linee di autobus:
- : 100, 339, D3.[9]
- È ammesso l'interscambio con la vicina stazione di Shadwell della Docklands Light Railway.[10]